# Костенко Павло Феодосійович
Павло Феодосійович Костенко (*10 липня 1927) — український письменник, член Національної спілки письменників України (2004).

## Життєпис
Закінчив Київський технікум залізничного транспорту.
Працював на Київському авіазаводі та об'єднанні «Електронмаш».

## Творчість
Автор книжок «Борщагівська осінь», «Плазовики»